# 2021年のスーパーカップ (日本サッカー)
2021年のスーパーカップは、2021年2月20日に埼玉スタジアム2002（埼玉県さいたま市）で開催された、28回目のスーパーカップである。

## 概要
富士ゼロックスの特別協賛により、FUJI XEROX SUPER CUP2021（フジ ゼロックス スーパーカップ2021）の名称で開催された。なお、富士ゼロックスは同年4月1日付で「富士フイルムビジネスイノベーション」に商号変更するため、「FUJI XEROX SUPER CUP」の大会名称としては最後の大会となった。
2021年シーズン最初のJリーグ公式戦となるが、前年から続く新型コロナウイルス感染症 (COVID-19) の流行に伴い1月7日から会場の埼玉スタジアム2002を含む埼玉県をはじめとする関東一都三県に緊急事態宣言が発令されており、政府の要請を踏まえる形で制限付き（超厳戒態勢＝入場者数上限5000人以下・全席指定）での試合開催となり、観客席はサイドスタンド（ゴール裏）を閉鎖しメイン・バックのロアーレベル（1階席）のみを開放する形で販売された。
また、当日のスタジアムイベントの多くが中止となり、恒例となっていた「スタグルフェス」「マスコット大集合」も行われず（「マスコット大集合」はオンラインでのリモート開催）、「マスコット総選挙」は1位から3位までの結果発表のみ会場で行われた。
以下、この項目における出典：
主催
日本サッカー協会 / 日本プロサッカーリーグ
主管
日本プロサッカーリーグ / 埼玉県サッカー協会
特別協賛
富士ゼロックス
レギュレーション
- 前後半45分ハーフの合計90分で行う。
- 90分で決着が付かなかった場合には、延長戦は行わずPK戦により勝敗を決する。
- 選手交代は5名まで。ただし交代のタイミングは、ハーフタイムを除き3回まで。

## 参加クラブ
- 川崎フロンターレ（2020明治安田生命J1リーグ優勝・天皇杯 JFA 第100回全日本サッカー選手権大会優勝・2年ぶり3回目）
- ガンバ大阪（2020明治安田生命J1リーグ2位・5年ぶり7回目）

## 試合結果
前年2冠の川崎は前年と同じ4-3-3のフォーメーションを採用し、アンカーの位置に新加入のジョアン・シミッチを起用した以外の10人は前年のメンバーがそのまま入る一方、G大阪は先発全員が前年からのメンバーながら、MF小野瀬康介をサイドバックに置き、MF山本悠樹をアンカーに置いた上で前線に右からMF矢島慎也、FWパトリック、FW川崎修平の3枚を並べた4-3-3の新フォーメーションを採用。双方が同じ布陣で臨む、いわゆる「ミラーゲーム」の形となった。
立ち上がりは川崎が押し込む展開が続くも、G大阪GK東口順昭がファインセーブを連発するとG大阪が押し返す場面も見られるようになり、川崎が優勢ながらも一進一退の攻防が続く。すると前半29分、川崎MF田中碧のスルーパスに反応して抜け出し相手DF陣の背後を取ったFW三笘薫がドリブルでペナルティエリア内に侵入、GKとの1対1を制して右足でゴールに蹴り込み川崎が先制。さらにその3分後、川崎DF山根視来のシュートをゴール前に残っていた三笘がコースを変えてゴール、ビデオ・アシスタント・レフェリー (VAR) のオフサイドチェックもあったが得点が認められ、リードを2点に広げて前半を終える。
後半立ち上がりも川崎が攻勢に出るが、前線への楔のボールが入り始めたG大阪が徐々に攻勢に転じ、60分（後半15分）、ゴール前の混戦状態から最後はMF矢島がワントラップからの左足シュートを突き刺して1点を返す。さらに67分（後半22分）、エリア内でのG大阪FW川崎の浮き球のパスが川崎DF山根のハンドを誘発。これで得たPKをパトリックがゴール左上に決めて同点とした。攻勢を強めるG大阪が新加入のレアンドロ・ペレイラ、チアゴ・アウベスを投入して前線を分厚くすれば、川崎も新加入の塚川孝輝、橘田健人を投入して中盤を固める。さらにG大阪は一美和成、川崎は長谷川竜也・小林悠・遠野大弥と攻撃的な選手を投入するが決定的チャンスはなかなか生まれず、後半アディショナルタイム (AT) 1分には川崎DFジェジエウと交錯して倒れた川崎DF塚川に脳震盪の疑いがもたれ、チームドクターの観察を経て今季から導入された「脳震盪対策の特別交代枠」を使ってDF車屋紳太郎が6人目の交代選手として出場する場面が見られた。同点で終了・PK戦突入がちらつく後半AT6分、川崎MF田中の縦パスを受けた川崎FW遠野が前方へスルーパス。これに反応した川崎FW小林がエリア外から右足を振り抜くと、ボールはゴールの逆サイドへと突き刺さった。これがラストプレーとなり、川崎が3-2でG大阪を破って2年ぶりの優勝を手にした。
| 2021年2月20日 13:35 |

| 川崎フロンターレ               | 3 - 2    | ガンバ大阪                             |
| 三笘薫 29,32分 · 小林悠 90+6分 | 公式記録 | 矢島慎也 60分 · パトリック 67分 (pen.) |

| 埼玉スタジアム2002、さいたま 観客数: 4,208 人 主審: 荒木友輔 |

| ガンバ大阪   |    |                      |  |        |
| GK           | 01 | 東口順昭             |  |        |
| DF           | 34 | 川崎修平             |  | 67分   |
| DF           | 05 | 三浦弦太             |  |        |
| DF           | 13 | 菅沼駿哉             |  |        |
| DF           | 04 | 藤春廣輝             |  |        |
| MF           | 15 | 井手口陽介           |  |        |
| MF           | 29 | 山本悠樹             |  |        |
| MF           | 21 | 矢島慎也             |  | 67分   |
| FW           | 08 | 小野瀬康介           |  |        |
| FW           | 18 | パトリック           |  | 81分   |
| FW           | 10 | 倉田秋               |  | 90+1分 |
| 控えメンバー |    |                      |  |        |
| GK           | 22 | 一森純               |  |        |
| DF           | 03 | 昌子源               |  |        |
| DF           | 27 | 高尾瑠               |  | 90+1分 |
| MF           | 06 | チュ・セジョン       |  |        |
| FW           | 09 | レアンドロ・ペレイラ |  | 67分   |
| FW           | 20 | 一美和成             |  | 81分   |
| FW           | 32 | チアゴ・アウベス     |  | 67分   |
|              |    |                      |  |        |
| 監督         |    |                      |  |        |
| 宮本恒靖     |    |                      |  |        |

- 副審：渡辺康太、浜本祐介
- 第4の審判員：中村太
- VAR / AVAR：木村博之 / 野村修